# Telia Eesti
Telia Eesti AS — Естонська компанія з надання ІТ та телекомунікаційних послуг, яка входить до міжнародної групи Telia Company. Компанія Telia Company зареєстрована у Гельсінкі та Стокгольмі на біржі Nasdaq Inc. 
Під брендами EMT (послуги мобільного зв'язку) и Elion (послуги телебачення, інтернету та ІТ) надаються рішенням у сфері мобільного зв'язку, телебачення й інтернету, змістовний контент.
Компанія EMT у 2011, 2012 та 2014 отримала титул найконкурентоспроможнішого підприємства Естонії. 
У 2014 мережа EMT 3G охоплювала 96% території Естонії, а мережа 4G — 97% території Естонії. 

## Етапи зростання
1993 — Розширення горизонтів діяльності Eesti Telekom за рахунок створення AS Eesti Kaugotsing у співпраці з Telecom Finlandia в 1993.
1994 — Eesti Telekom придбала пакет акцій інтернет-провайдеру EsData у розмірі 15% статутного капіталу.
1997 — Реформування підприємства та прийняття рішення про продаж до 49% телекомунікаційної компанії.
1998 — Компанія Eesti Telekom продала борги участі у підприємствах EsData, TeleMedia, Eesti Kaugotsing. Було розроблено та прийнято програму продажу акцій компанії.
1999 — Естонська держава на відкритих торгах (IPO) продала пакет 49% акцій статутного капіталу компанії на початку року. Акції Eesti Telekom були розміщені на Лондонській та Талліннській біржах цінних паперів. Державний пакет акцій в статутному капіталі AS Eesti Telekom зменшився до 27,3%.
2001 — Eesti Telefon запровадила послуги з надання IP-рішень голосового зв'язку Atlas (internet Protocol). EMT підключилась до мережі GPRS з метою надання комерційних послуг. Була заснувана AS Sertifitseerimiskeskus.
2003 — Зміна назв: AS Eesti Telefon — на Elion Ettevõtted AS, дочірнього підприємства AS Telefonipood — на AS Elion Esindus.
28 жовтня 2005 вперше в Естонії компанією EMT був введений в експлуатацію мобільний зв'язок третього покоління. Компанія Elion купила ІТ-фірму MicroLink Eesti та вийшла на ринок з пропозицією послуг цифрового телебачення.
5 квітня 2006 AS EMT придбала контрольний пакет акцій (51%) компанії Serenda Invest OÜ. Elion запропонувала послугу цифрового телебачення з високою якістю зображення DigiTV у складі потрійного пакету рішення для дому.
2007 — Вихід на ринок з пропозицією послуги EMT Mobiil-ID (надав можливість ідентифікувати особистість в інтернеті при використанні мобільного телефону).
2008 — MicroLink придбала контрольний пакет акцій (82,9%) освітньої компанії IT Koolituskeskus.
2010 — На початку року припинено котирування акцій Eesti Telekom на Лондонській та Талліннській біржах.
30 травня 2014 компанії AS EMT, Elion Ettevõtted AS, AS Eesti Telekom підписали договір про об'єднання, результатом чого стало входження фірм EMT та Elion до складу Eesti Telekom під брендом AS Eesti Telekom (торгові знаки EMT і Elion залишаються у вживанні).
2015 — Eesti Telekom планувала інвестувати в мобільну мережу €17 млн., та встановити 620 базових станцій.

## Освітня діяльність компанії

### ПроєктNutilabor(«Розумна лабораторія»)
Проєкт NutiLabor — переможець європейського конкурсу соціально-відповідального підприємництва серед малого та середнього бізнесу. EMT, Elion, Vaata Maailma и Microsoft Eest виступають спонсорами проєкту.  [Архівовано 17 квітня 2015 у Wayback Machine.]
Мета старт-лабораторії Nutilabor — пробудження зацікавленості молоді до створення інформаційно-технологічних майстер-гуртків, підвищення інформованості молодого покоління. У 2013 засновано 36 нових інфо-технологічних гуртків.

### Võti Tulevikku («Ключ до майбутнього»)— проєкт співпраці молоді та підприємств
Проєкт допомагає молоді ознайомитись з роботою підприємств, а підприємствам — вирішити кадрові питання залучення до роботи молодих спеціалістів.

### Курси Ole Kaasas! («Будьмо разом!»)
Проєкт для початківців на сторінках Інтернету, який має охопити близько 100 000 осіб. В Естонії створено 35 комп'ютерних клубів «Будьмо разом!».

### Проєкт Uus Algus! («Новий початок!»)
В межах проєкту відремонтовано 420 комп'ютерів, отриманих від підприємств з подальшою їх передачею малозахищеним верствам населення.

### Підтримка студентів
ЕМТ щорічно надає стипендії студентам відділення телекомунікацій Талліннського технічного університету та ІТ-колледжу, допомагає в отриманні освіти в Тартуській Ківіліннаській гімназії.